# یواکیم مایهل
یواکیم میله (انگلیسی: Joakim Mæhle؛ زادهٔ ۲۰ مهٔ ۱۹۹۷) بازیکن فوتبال اهل دانمارک است که برای باشگاه وولفسبورگ بازی می‌کند.
وی همچنین در تیم‌های ملی فوتبال زیر ۲۱ سال دانمارک و دانمارک بازی کرده‌است.